# Dorfkirche Niederreißen

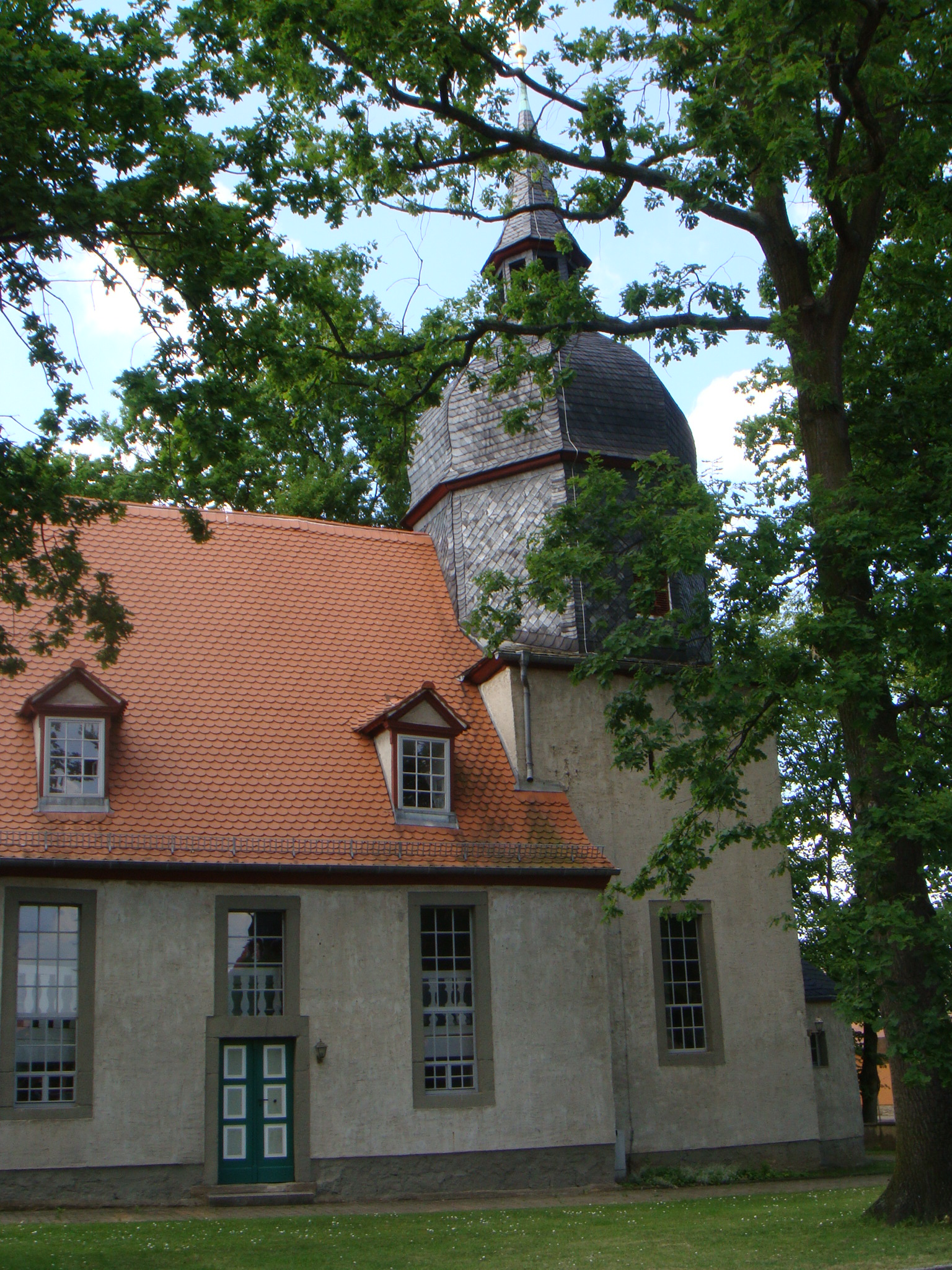
Dorfkirche Niederreißen

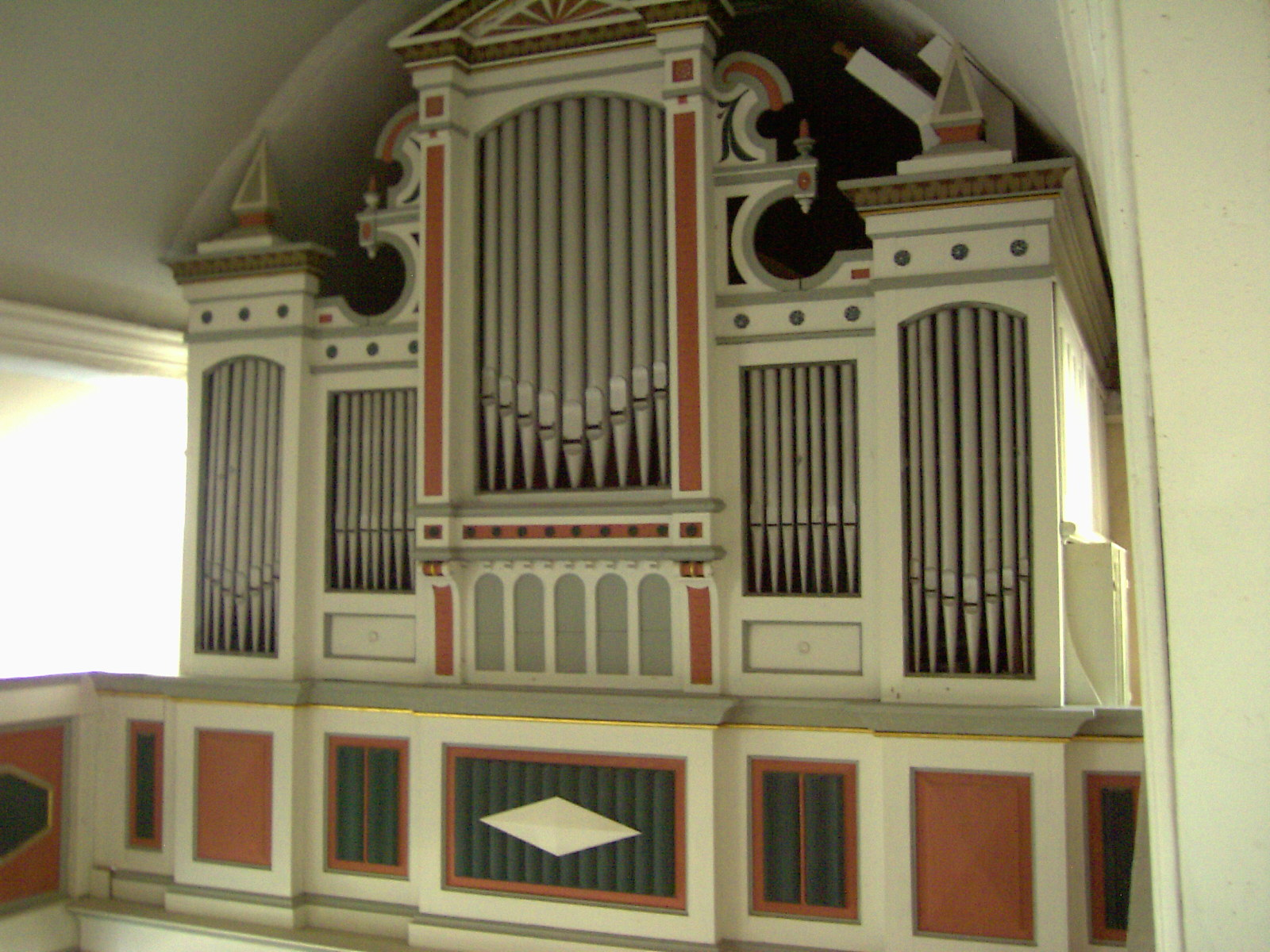
Orgel

Die evangelisch-lutherische, denkmalgeschützte Dorfkirche Niederreißen steht in Niederreißen, einem Ortsteil der Landgemeinde Ilmtal-Weinstraße im Landkreis Weimarer Land von Thüringen. Die Kirchengemeinde Niederreißen gehört zum Pfarrbereich Buttstädt im Kirchenkreis Apolda-Buttstädt der Evangelischen Kirche in Mitteldeutschland.

## Beschreibung
Die in Teilen romanische Saalkirche aus dem 12. Jahrhundert wurde in der zweiten Hälfte des 18. Jahrhunderts neu gestaltet. Sie hat einen eingezogenen quadratischen Chorturm, der einen achtseitigen, schiefergedeckten Aufsatz trägt, auf dem eine bauchige Haube mit einer Laterne sitzt. An den Turm ist die Apsis angebaut.
Der Innenraum hat dreiseitige zweigeschossige Emporen. Das Kirchenschiff, das im romanischen Baustil errichtet wurde, ist außen mit einem Satteldach bedeckt, und innen mit einem hölzernen Spiegelgewölbe überspannt, der Chor hat ein hölzernes Tonnengewölbe.
Der kleine Kanzelaltar hat Jesus Christus, Moses und Putten als geschnitzte Statuetten. Das steinerne Taufbecken hat Baluster als Fuß, geschaffen wurde es 1610 von Nikolaus Theiner. Die Orgel mit 13 Registern, verteilt auf 2 Manuale und Pedal, wurde 1870 von den Gebrüdern Peternell gebaut und 2000 von Rösel & Hercher Orgelbau restauriert.